# Stoczniowiec Gdańsk
Stoczniowiec Gdańsk (deutsch „Werftarbeiter Danzig“; vollständiger Name: Gdański Klub Sportowy Stoczniowiec) ist eine polnische Eishockeymannschaft aus Danzig, welche 1970 gegründet wurde. Seit 2017 nimmt wieder eine Mannschaft am Spielbetrieb der zweitklassigen I liga teil.

## Geschichte

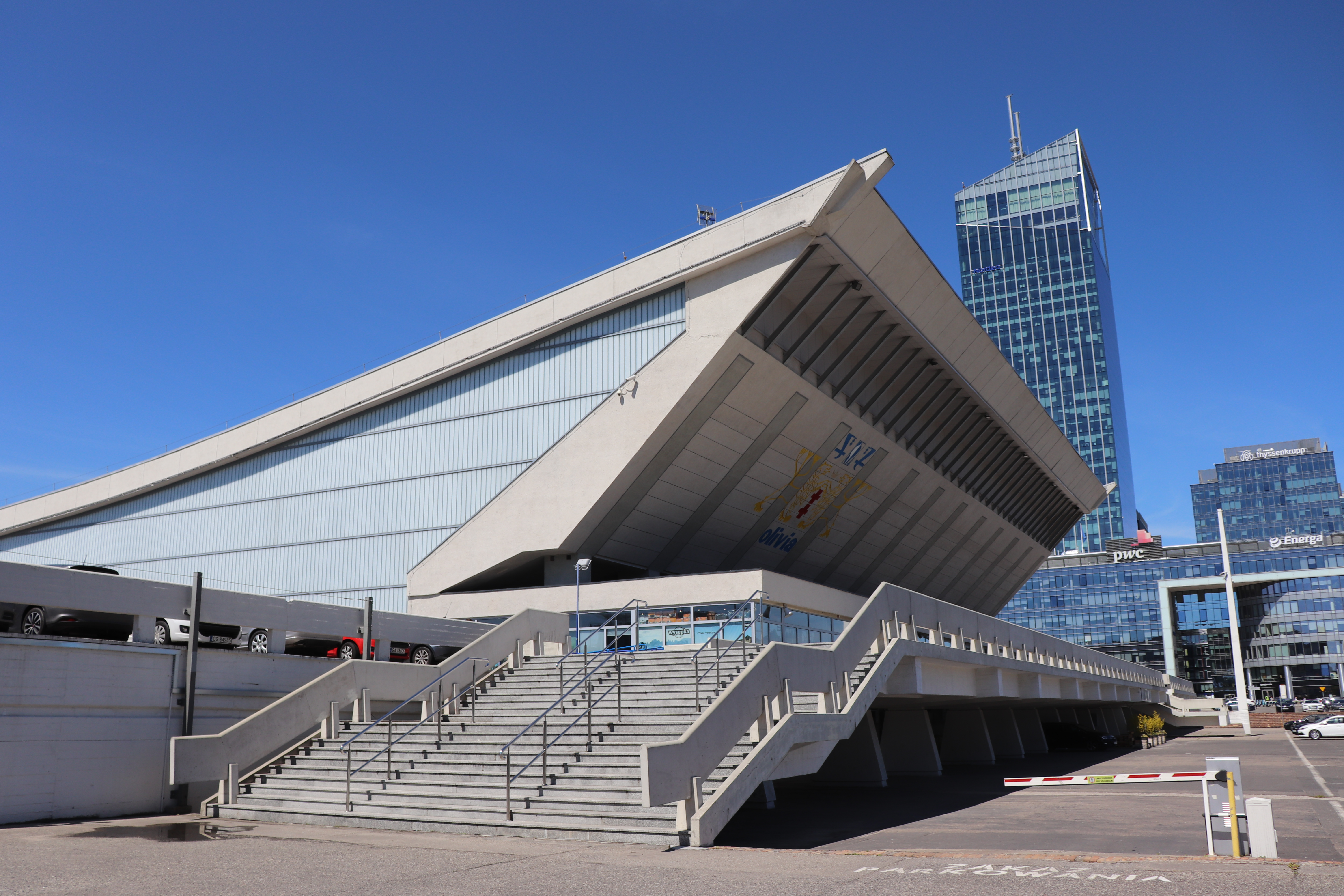
Die Heimspielstätte der Mannschaft im Stadtbezirk Oliva

Stoczniowiec Gdańsk wurde 1970 gegründet. An der Ekstraliga, der höchsten polnischen Spielklasse, nahm die Mannschaft erstmals in der Saison 1976/77 teil. In der Folgezeit war Stoczniowiec regelmäßiger Teilnehmer der Ekstraliga, konnte jedoch keine größeren Erfolge in der Liga erzielen. In den Jahren 2003, 2007 und 2008 stand die Mannschaft aus Danzig jeweils im Finale des polnischen Eishockeypokals, musste sich jedoch in allen drei Fällen dem Gegner geschlagen geben.
Auf europäischer Ebene nahm Stoczniowiec Gdańsk in der Saison 2003/04 als einer von zwei polnischen Vertretern am IIHF Continental Cup teil. In diesem schied die Mannschaft jedoch bereits in der ersten Runde aus, als sie in der Gruppe E den dritten von vier Plätzen belegte. Die Gruppengegner waren der HK Riga 2000 aus Lettland, Kasachmys Karaganda aus Kasachstan und SC Energija Elektrėnai aus Litauen. In der Saison 2004/05 nahm das Team am einmalig ausgetragenen baltischen Eishockeypokal teil, den es gewinnen konnte.
Vor der Saison 2011/12 zog der Verein seine Profimannschaft aus finanziellen Gründen vom Spielbetrieb der Ekstraliga zurück und besaß zunächst nur noch eine Jugendabteilung. 
Im Jahr 2014 wurde unter dem Namen MH Automatyka Stoczniowiec 2014 Gdańsk ein neuer Eishockeyclub gegründet, der ab 2014 mit einer Mannschaft am Spielbetrieb der zweitklassigen I liga teilnahm.
Seit 2017 stellt Stoczniowiec wieder eine Herrenmannschaft in der I liga.

## Erfolge
- Baltischer Eishockeypokal: 2005
- Meister der I liga: 1982, 1984

## Bekannte Spieler
- Adam Bagiński
- Mariusz Cissewski
- Wiktar Karatschun
- Sławomir Kiedewicz
- Michał Piotrowski
- Atvars Tribuncovs